# HMS Cotswold (L54)
«Котсволд» (L54) (англ. HMS Cotswold (L54) — військовий корабель, ескортний міноносець типу «Хант» «I» підтипу Королівського військово-морського флоту Великої Британії часів Другої світової війни.
«Котсволд» закладений 11 жовтня 1939 року на верфі компанії Yarrow Shipbuilders у Скотстоні. 18 липня 1940 року він був спущений на воду, а 16 листопада 1940 року увійшов до складу Королівських ВМС Великої Британії.
Ескортний міноносець «Котсволд» брав участь у бойових діях на морі в Другій світовій війні, змагався біля західних берегів Європи, брав участь в охороні конвоїв, підтримував висадку морського десанту в Нормандії.
За проявлену мужність та стійкість у боях бойовий корабель заохочений трьома бойовими відзнаками.

## Історія служби
Ескортний міноносець «Котсволд» брав участь у бойових діях під час Другої світової війни, переважно діючи у Північному морі, за що був відзначений. 1942 року підірвався на міні біля Ордфорднесса, а потім був відремонтований на верфі HM Dockyard у Чатемі. У червні 1944 року він увійшов до складу ескортного угруповання ВМС на підтримку висадки в Нормандії.
Після війни його перевели до резервного флоту в Портсмуті в червні 1946 року, перевивши в Гарідж у 1958 році. Він залишалася там, поки його не продали на металобрухт. 1 вересня 1957 року корабель прибув на розборку в Грейс, Ессекс.